# Schnürsenkel

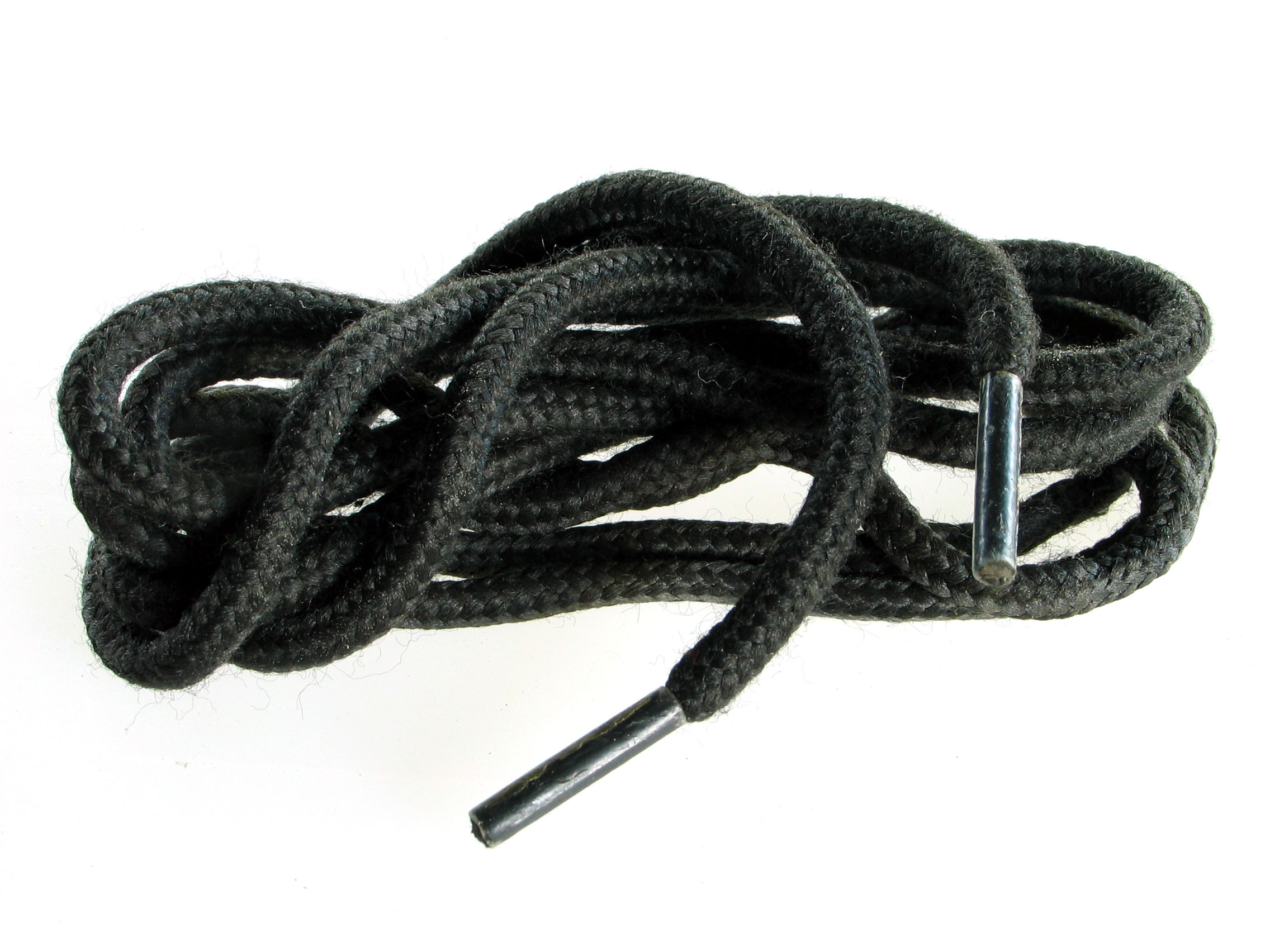
Schnürsenkel (Rundsenkel aus Baumwolle mit Nadeln aus Celluloseacetat)

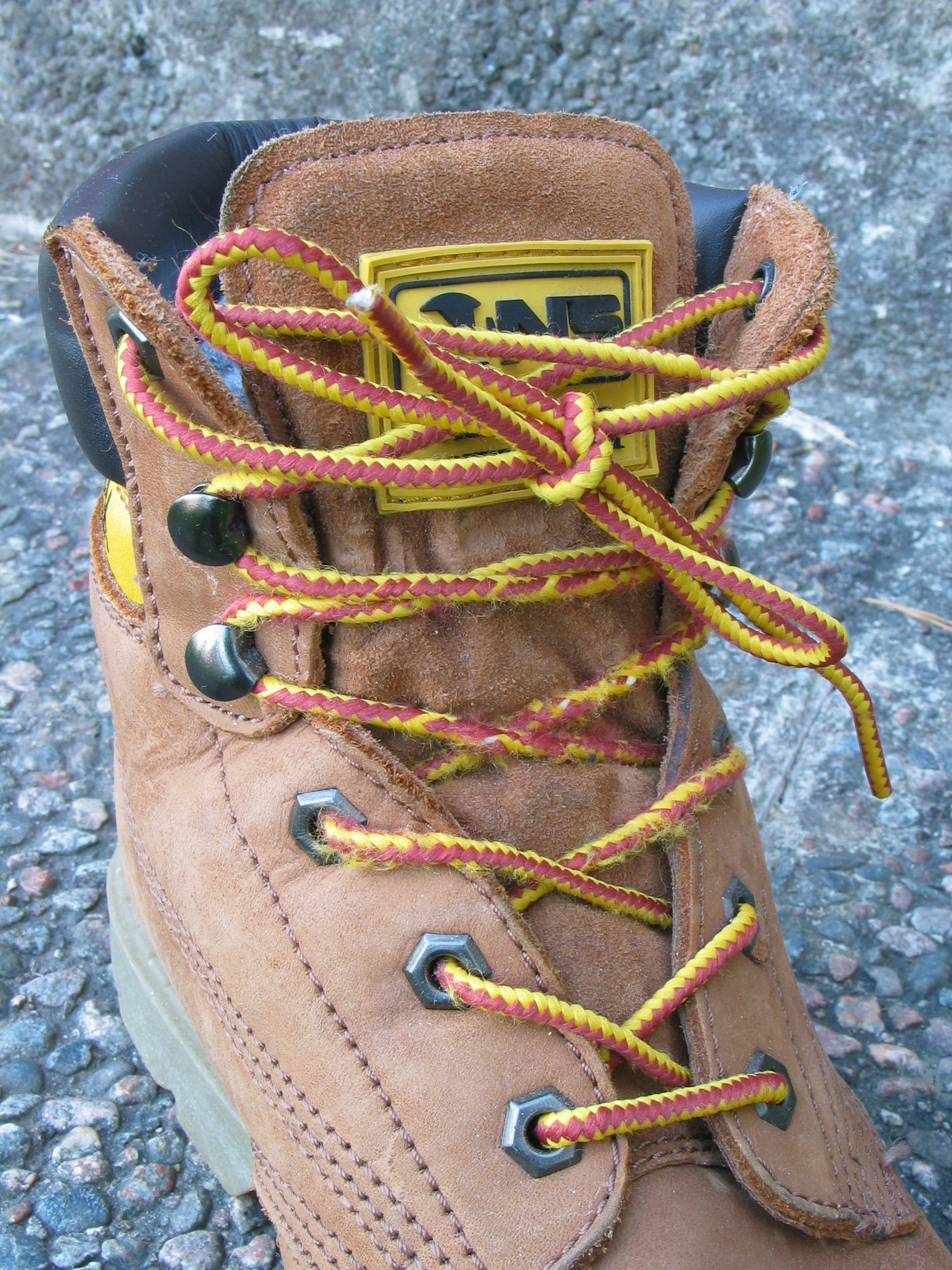
Zweifarbiger Chemiefaserschnürsenkel (Rundsenkel). Gebunden mit Altweiberknoten statt Kreuzknoten und zwei Schleifen

Die Schnürsenkel, Schnürbänder, Schnürriemen, Schuhriemen, Schuhnestel, Schuhbanderl oder Schuhbändel (Schweiz, Baden-Württemberg, Pfalz, Vorarlberg, Franken) bzw. Schuhbänder (Österreich) oder auch Litzen (Südtirol) sind Bänder oder Schnüre, die dazu dienen, Schuhe mit einer Schnürung zu verschließen, um deren Halt am Fuß zu gewährleisten.

## Wortherkunft des WortesSenkel
Das Wort „Senkel“ ist eine Substantivbildung vom Verb „senken“ („zum Sinken bringen“) und bezeichnete ursprünglich einen Anker (ahd. „Senkil“ Anker). Daraus leitete sich dann die Bedeutung von „Lot“ (Senkblei) ab, mit dem man eine „senkrechte“ Linie ziehen konnte.
Daraus ist der Ausdruck „in den Senkel stellen“ mit der Bedeutung „etwas ausrichten“, „auf den richtigen Weg bringen“, „in Form (ins Lot) bringen“ entstanden.
Der Begriff „Schnürsenkel“ entstand auf dem Umweg über Kleidermoden, die z. B. Gürtel mit herabhängenden Schnüren und Bommeln versahen. Am Ende dieser Schnürsenkel war früher oft auch ein Metallstück angebracht, so wie z. B. das Lot. Die Schnürsenkel wurden und werden heute noch zum Teil mit zusätzlichem (vorwiegend an hohen Schnürstiefeln herabhängendem) Schmuck versehen.
(Vergleiche z. B. auch den Ausdruck „jemandem auf den Senkel gehen bzw. treten“.)

## Historisches

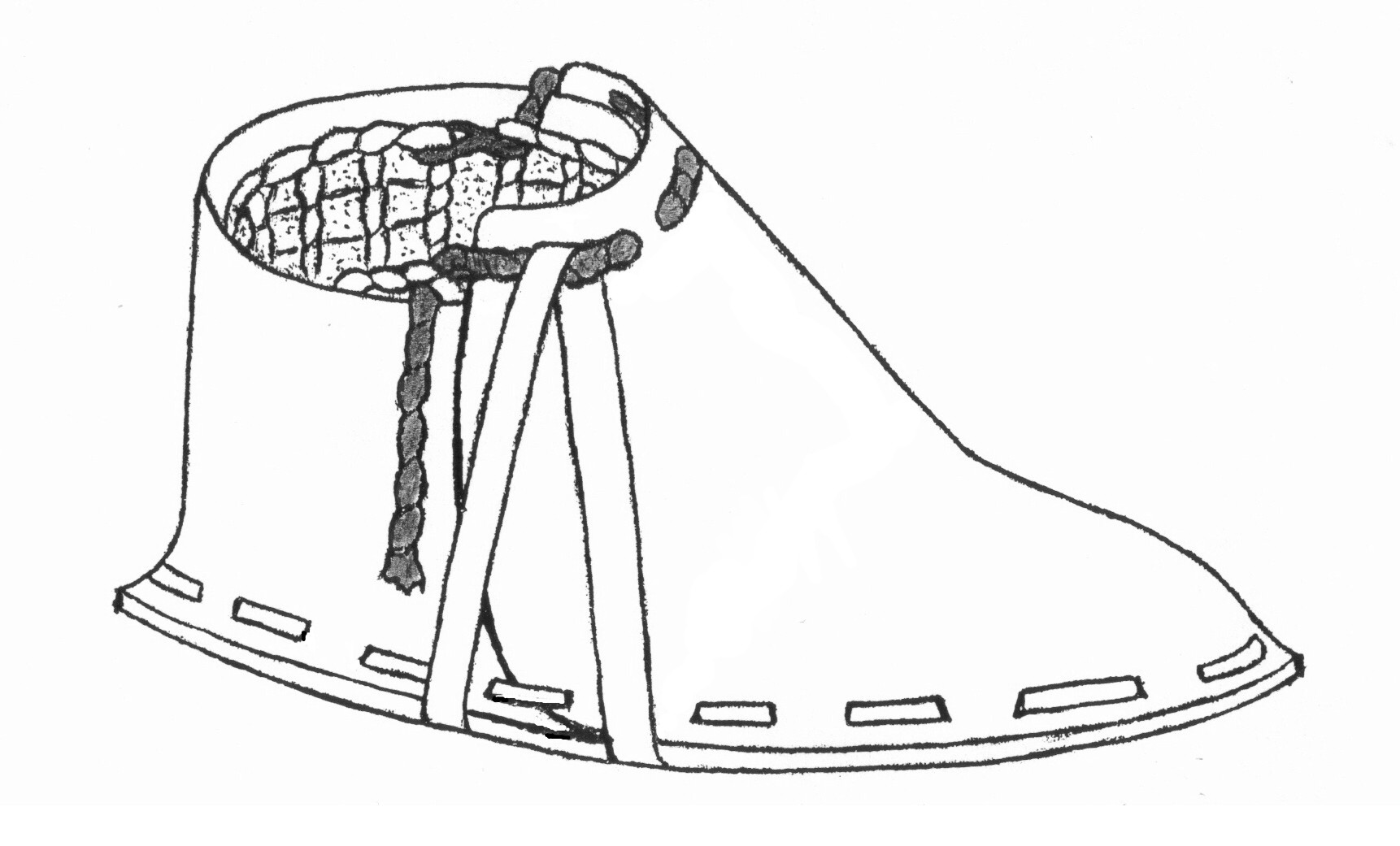
„Ötzis“ Schuhband

Wann die ersten Schuhbänder aufkamen, ist nicht genau bekannt. Die in den Alpen gefundene Eismumie „Ötzi“ trug bereits Schuhe, die mit einer Art Schnürsenkel (Lederband) verschlossen waren.
Mit Bändern verschlossene Schuhe waren bereits im Mittelalter gängig. Die in Wendetechnik hergestellten und somit Wendeschuhe genannten Schnürschuhe bzw. Schnürstiefel wurden mit Bändern aus Leder oder Textil verschlossen, dem sogenannten Nestelband. Alternativ wurden sie durch Knöpfriemen oder Schnallen geschlossen. Das Nestelband, das man schon damals auch Senkel nannte, wurde auch als Verzierung oder zum Verschließen der Kleidung benutzt.

## Arten und Materialien

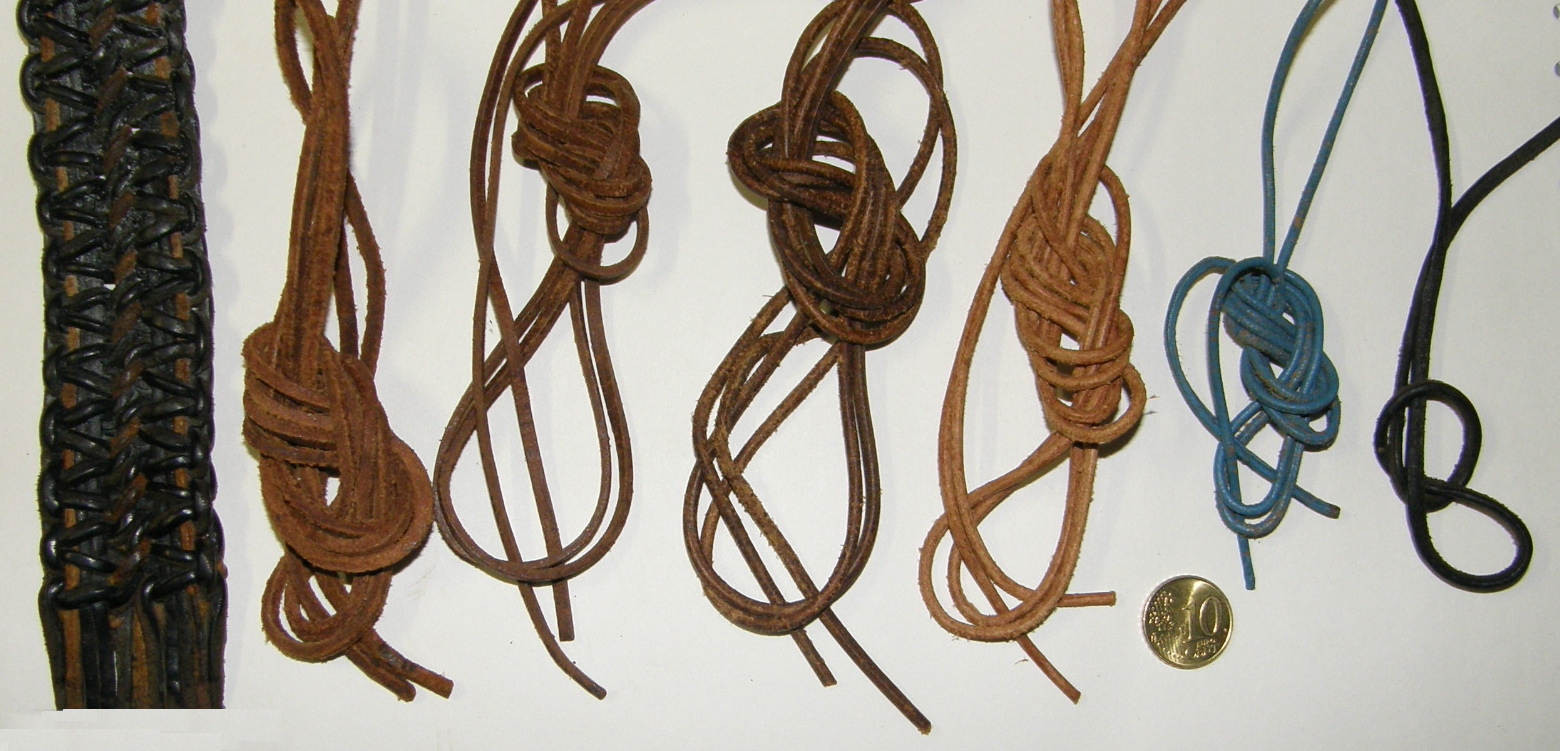
Eckige und runde Lederschnürsenkel

Schnürsenkel werden vor allem nach Aussehen (Flachsenkel und Rundsenkel), Herstellungsweise (gewebt, geflochten oder gestrickt) und Material (Baumwolle, Kunstfaser oder Mischungen, selten Lederbänder) unterschieden. Darüber hinaus gibt es noch weitere Unterscheidungsmerkmale, wie die Art der Färbung, Vorhandensein einer Lüstrage (sogenannte „gewachste Senkel“) und ob es sich um Fein- oder Grobsenkel handelt. Sehr breite, oft bunte Senkel der Hip-Hop-Mode werden Fat Laces genannt.
Der Unterschied zwischen Rund- und Flachsenkel liegt nicht nur in ihrem Erscheinungsbild, sondern auch in der Konstruktion, da Rundsenkel im Gegensatz zu Flachsenkel einen Stoffkern aufweisen. Flachsenkel hingegen werden als Schlauch produziert. Rundsenkel gelten daher als die stabileren Schnürsenkel und werden bevorzugt bei Stiefel oder Schuhen mit Schnürhaken verwendet.

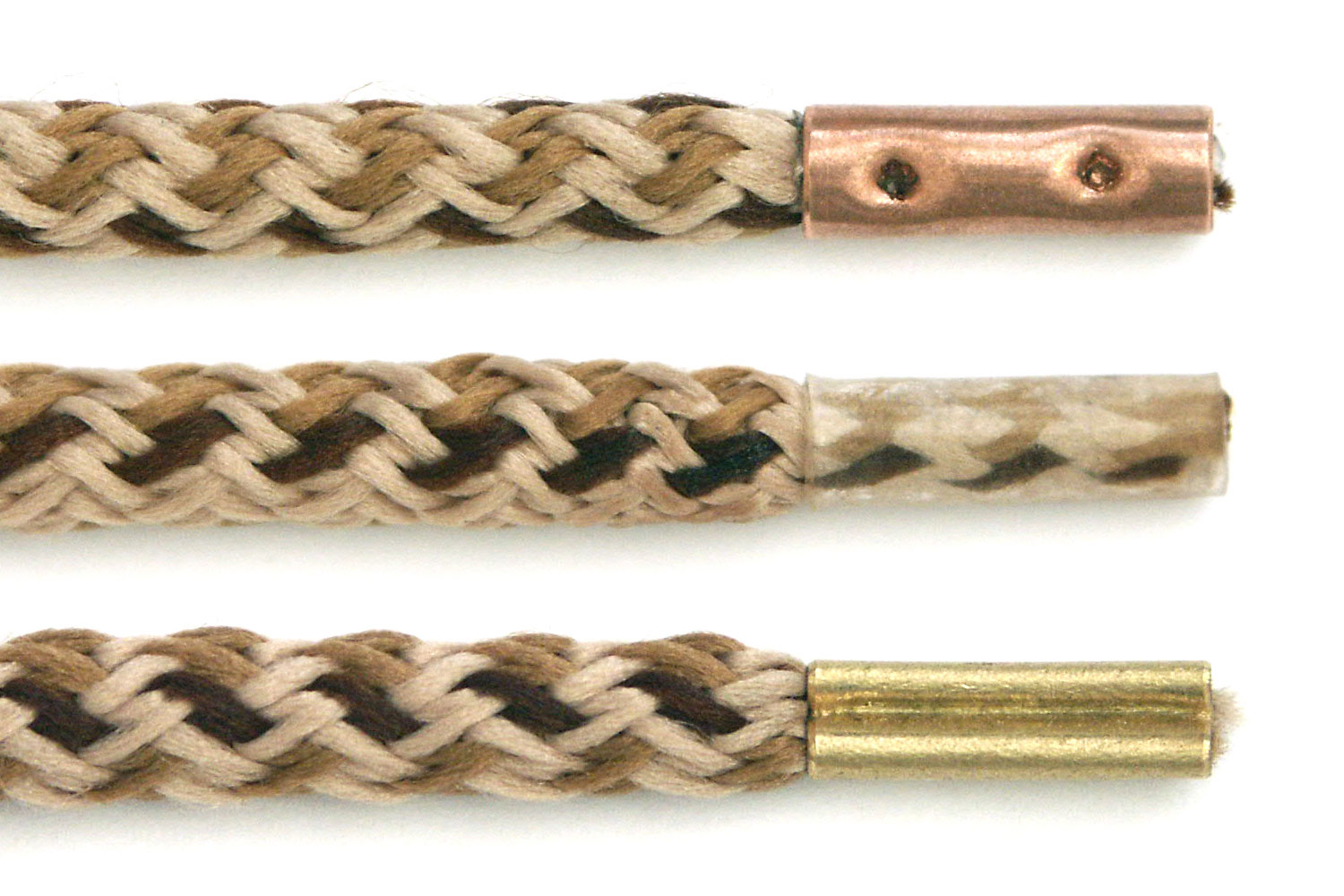
Verschiedene „Pinken“

Die „Nadel“ genannten Senkelenden sind entweder zu einem „Stift“ zusammengeschweißt (nur bei Kunstfasersenkeln möglich), mit einer Kunststofffolie („Benadelung“ oder „Stifte“) umsiegelt oder mit einer Metallkappe aus Senkelblech versehen. Dies verhindert ein Ausfransen und gewährleistet ein problemloses Einfädeln. Mundartlich wird das metallene Ende eines Schnürsenkels auch „Pinke“ genannt. Daneben gibt es auch den so genannten Senkelbehang (Tasseln, Bommeln) zur Zierde. Als Kunststofffolie wurden früher oft abgewaschene Zelluloidfolien alter Filme verwendet. Heute wird meist Celluloseacetatfolie verwendet.

Neuzeitlich werden die Nadeln mittels Ultraschall durch Benadelungsmaschinen verschweißt.

## Bindungsweisen

Schema einer Schuhschleife

Schnürsenkel haben durch die Art und Reihenfolge, wie sie durch die Schnürösen gefädelt werden, Einfluss auf das Gesamterscheinungsbild des Schuhs.
Am stärksten verbinden Kreuzschnürung (für sportliche Schuhe, Modelltyp Derby) und Parallelschnürung (für elegante Schuhe, Modelltyp Oxford) beide Schuhseiten. Kürzer, aber weniger fest sind Kombinationsschnürungen. Am sichersten werden die Bänder mit dem Kreuzknoten, dem Chirurgenknoten oder schneller mit dem Fesselknoten gebunden.
Knapp die Hälfte der Menschen macht jedoch den unsicheren Altweiberknoten, der an den schräg oder senkrecht stehenden Schlaufen zu erkennen ist. Oft wird der Altweiberknoten mit einem weiteren Überhandknoten überknüpft oder unterhalb der Schuhzunge (Lasche) gelegt, um ein Öffnen zu verhindern. Viele Jugendliche binden ihre Schnürsenkel auch aus modischen Gründen unterhalb der Schuhzunge, da so die Schleife nicht zu sehen ist. Auch stecken Jugendliche oft die Schnürsenkel, ohne sie zu binden, seitlich in den Schuh, um die Verwendung des Schuhs als Slipper zu ermöglichen. Manche Fahrradfahrer binden den Knoten auf der Außenseite des Schuhs, damit die Schlaufen nicht in die Kette gelangen.
Das Ashley-Buch der Knoten führt auch hierzu beispielsweise von #2033 bis #2039 verschiedene Bindungsweisen vor.

## Länge der Schnürsenkel

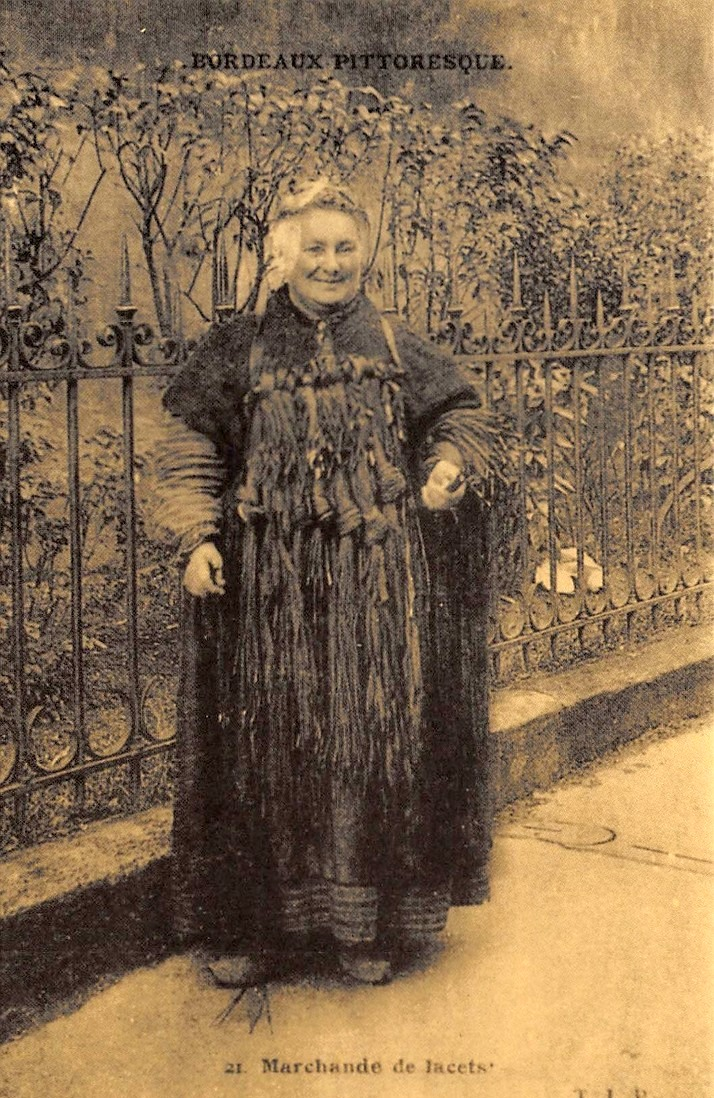
Schnürsenkel-Händlerin in Frankreich (um 1910)

Die für ein bestimmtes Paar Schuhe benötigte Länge der Schnürsenkel ist in erster Linie von der Anzahl der Schnürösen-Lochpaare abhängig, kann aber zusätzlich variieren (Breitschnürung, Engschnürung, Verwendung von Haken statt Ösen usw.). Ein Anhaltspunkt ist folgende Tabelle:
| Lochpaare | Länge (in cm) |
| --------- | ------------- |
| 2         | 45            |
| 3         | 45 oder 60    |
| 4         | 60            |
| 5         | 75            |
| 6         | 90 oder 100   |
| 8         | 120 oder 150  |
| 10        | 180           |

Weitere übliche Längen für Schnürsenkel sind unter anderem: 110 cm, 130 cm, 140 cm, 160 cm, 220 cm.
Als Faustformel für die Schnürsenkellänge gilt in etwa: 10 × einzelne Löcher − 10.

## Farben von Schnürsenkeln

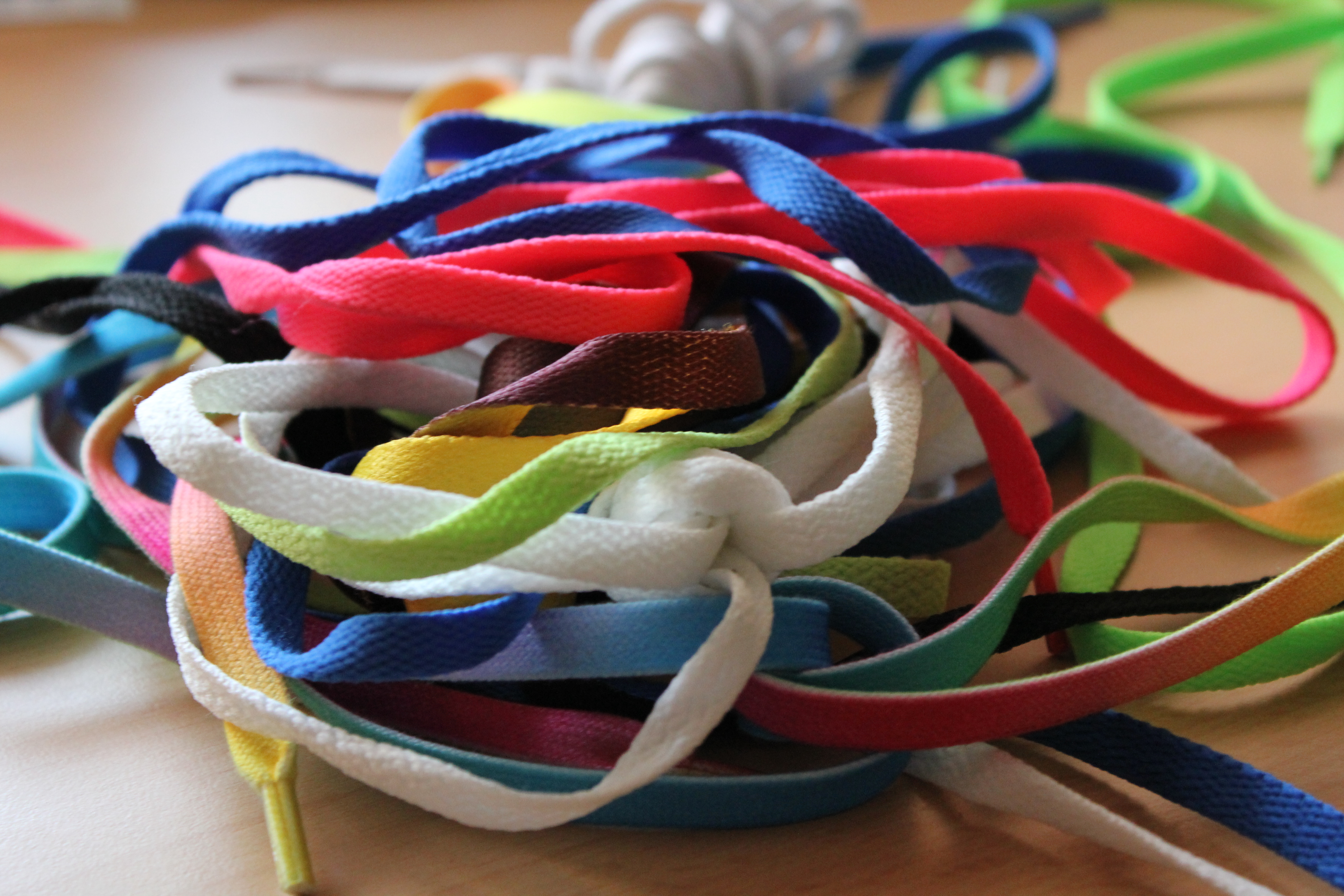
Schnürsenkel in verschiedenen Farben

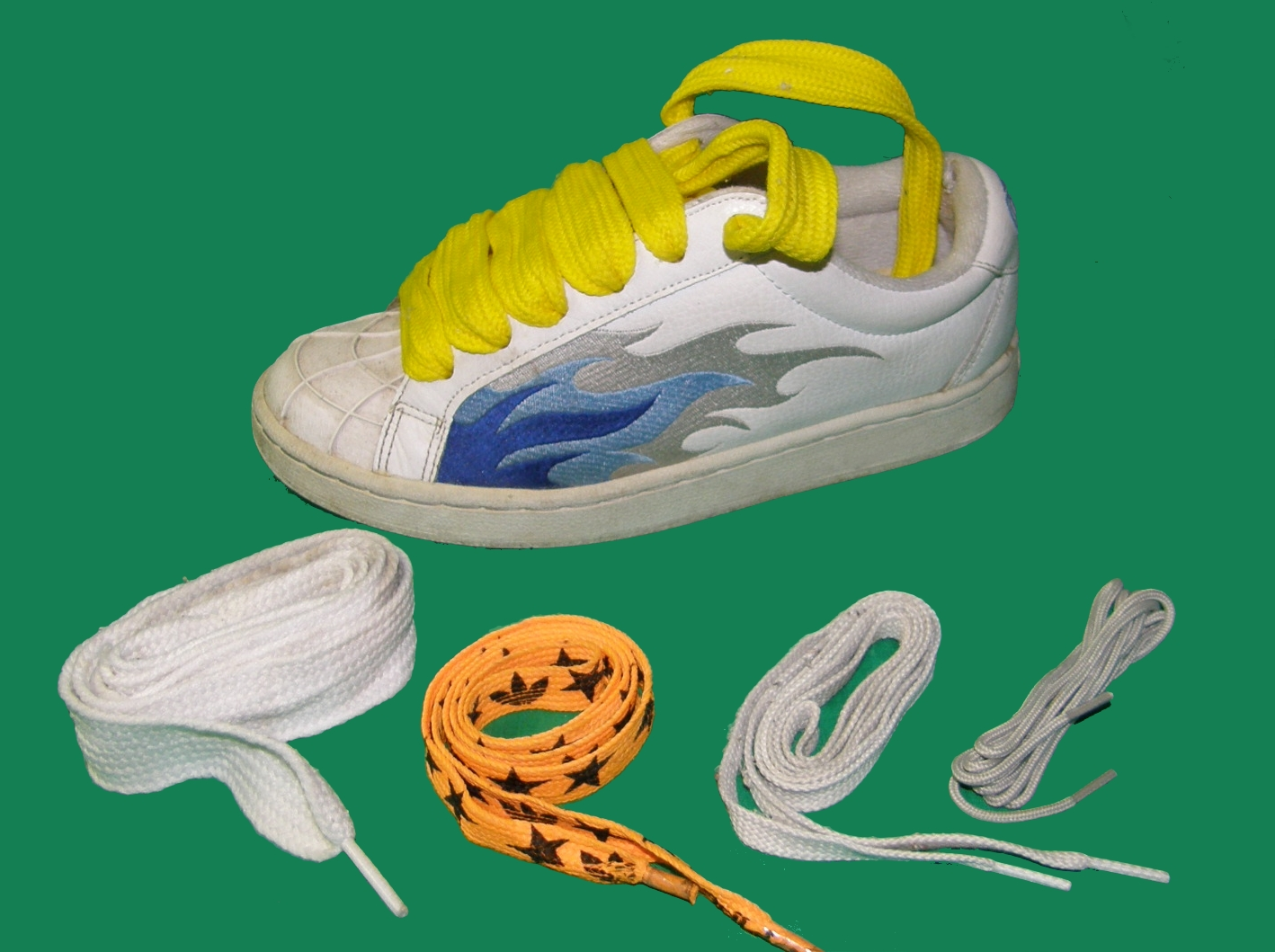
Fat Laces und andere Schnürsenkel

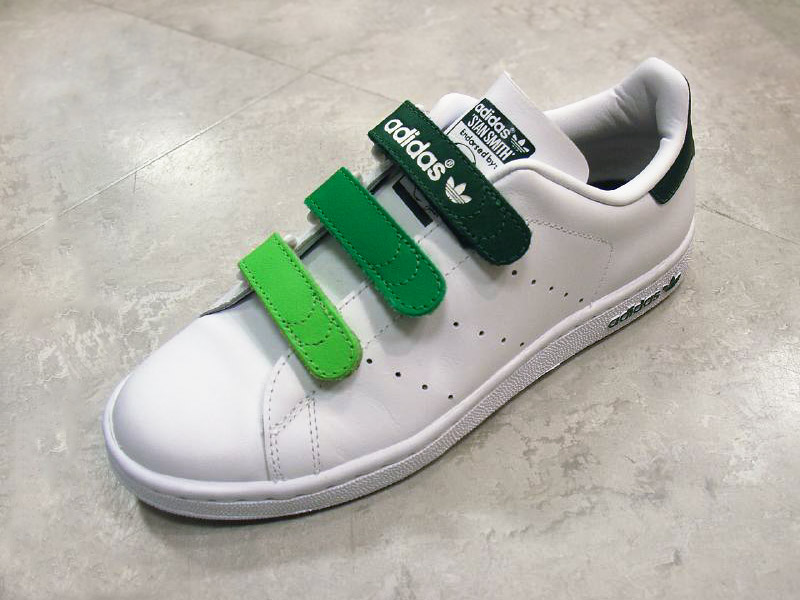
Klettverschlüsse an Turnschuhen

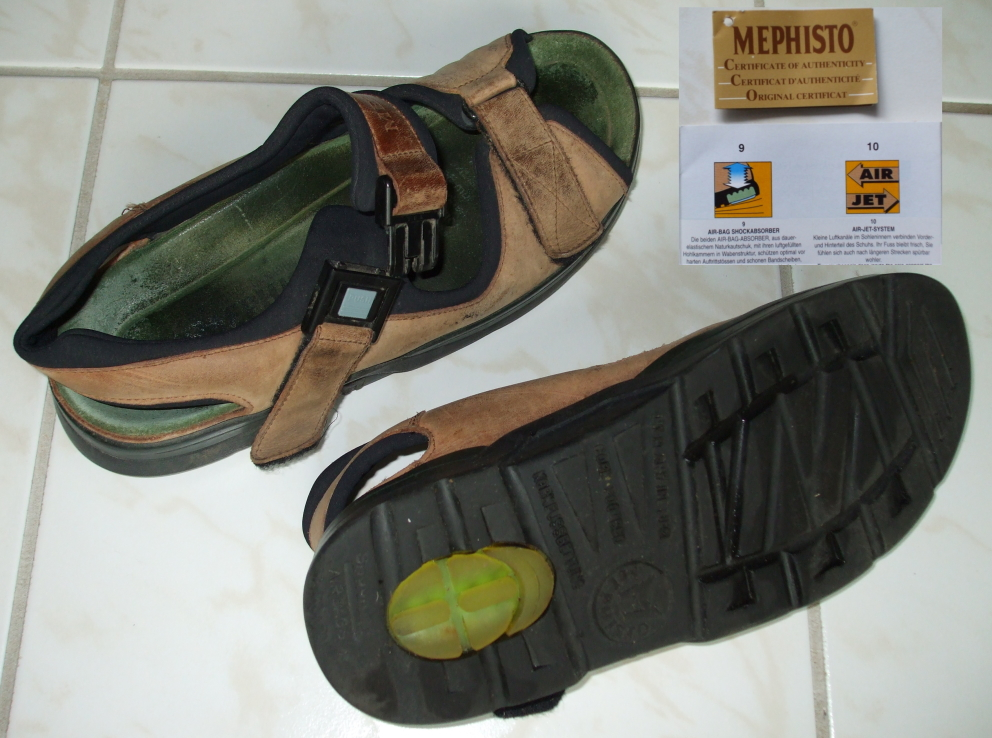
Sandale mit Klickschnalle

Die Senkelfarbe trägt stark zum Gesamterscheinungsbild des Schuhs bei. Bei klassischen Lederhalbschuhen ist die Senkelfarbe etwas dunkler als der Lederfarbton gehalten. Schwarze Lederhalbschuhe haben schwarze Senkel. Abweichungen von diesen Grundregeln sind bei betont modischen Lederschuhen zu finden. Sport- und Wanderschuhe lassen auch andere Senkelfarben zu.
Den Farben von Schnürsenkeln wird bei manchen Gesellschaftsgruppen (z. B. Punks oder Skinheads) teilweise eine politische Bedeutung zugeschrieben, die jedoch von Region zu Region unterschiedlich interpretiert werden kann. Ein bekanntes Beispiel ist das Tragen von weißen Schnürsenkeln in Doc Martens oder Stahlkappenstiefeln: Je nach Interpretation soll diese Kombination Ausdruck einer rassistischen Gesinnung oder Zeichen der Einheit von Schwarzen und Weißen sein.

## Alternativen
Um das Binden der Schnürsenkel zu umgehen oder zu vereinfachen, gibt es verschiedene Lösungen.
- Gedrehte Schnürsenkel („Spyrolaces“, „NO-TIE-LACES“ oder auch „Spiralschnürbänder“) aus den USA wurden entwickelt, um Menschen, denen das Zuschnüren schwerfällt, zu helfen: Ein Ziehen an den beiden Enden reicht aus, um die Schnürung bleibend zu straffen.
- Elastische Schnürsenkel. Neben diesen gedrehten Schnürsenkeln können ebenso einfache elastische Schnürsenkel verwendet werden. Nach dem einmaligen Binden können die Schuhe dann einfach mit dem Schuhlöffel angezogen werden, ohne die Schnürsenkel wieder zu binden. Eine weitere Möglichkeit ist die Verwendung von Kordelstoppern, mit denen die Senkel einfach zugezogen werden. Damit entfällt das für manche mühsame gebückte Binden beim Anziehen der Schuhe.
- Klettverschluss
- Schnallen (fachlich: Dornschließen) an Sandale, Skischuh
- Klickschnallen
- Reißverschlüsse auf der Schuhzunge, die links und rechts geschnürt werden; findet oft Verwendung bei Feuerwehr-, Polizei- und Militärstiefeln, um das Anziehen der Stiefel zu beschleunigen und zu erleichtern

## Verwandte Themen
- Die Bolotie oder Schnürsenkel-Krawatte ist Teil der Western-Mode.